# Megalomyrmex cuatiara
Megalomyrmex cuatiara är en myrart som beskrevs av Brandao 1990. Megalomyrmex cuatiara ingår i släktet Megalomyrmex och familjen myror. Inga underarter finns listade i Catalogue of Life.